# Neusell
Neusell est une station de ski, située sur les hauteurs de la commune de Rothenthurm, dans le canton de Schwytz, en Suisse.

## Domaine skiable
Le domaine skiable est desservi par un unique téléski. De construction déjà ancienne, il remonte depuis 1968 les skieurs en près de 7 minutes au sommet du domaine via un tracé relativement raide. Selon l'exploitant, il s'agirait de l'un des plus longs remonte-pentes de ce type en Suisse. Son départ est situé au niveau du parking gratuit, sur les hauteurs de Rothenthurm. Un court fil-neige d'utilisation gratuite permet aux enfants l'apprentissage de la glisse. Une piste noire étroite et au relief marqué longe la piste de remontée. Deux pistes rouges relativement larges et plus régulières redescendent également du sommet. Une piste bleue, de loin la plus longue du domaine est relativement plate sur les premières centaines de mètres sur la partie qu'elle partage avec une route enneigée en hiver, puis le terrain devient plus pentu et large quand la piste s'éloigne de cette route.
L'actionnariat de la société des remontées mécaniques est constitué d'environ 500 habitants de la commune, solution qui a évité le dépôt de bilan.[pas clair] Pour la saison 2014/2015, la société a réalisé un chiffre d'affaires de 200 860 CHF.
Le domaine de ski de fond est aménagé entre 857 et 923 mètres d'altitude. 3 des 20 km de piste sont éclairés pour la pratique nocturne. Une piste de luge de 1,2 km complète l'offre touristique.